# Sex Bomb
Die Sex Bomb oder auch Gay Bomb war ein Vorschlag für ein Chemiewaffenprojekt der US-Streitkräfte. Sie gilt als ein Kuriosum der Waffenforschung.

## Überblick
1994 schlugen Wissenschaftler des Wright Laboratory auf dem Gelände der Wright-Patterson Air Force Base in Ohio verschiedene Konzepte für nicht-tödliche Chemiewaffen vor. Eine dieser chemischen Waffen sollte die Sex Bomb sein, die auch Gay Bomb genannt wurde. Das Konzept sah eine Waffe vor, die die feindlichen Soldaten zu sexuellen Handlungen miteinander bringen sollte. Diese offensichtlich nicht mehr kampffähigen Soldaten wären dann leicht zu überwältigen gewesen, ohne sie töten zu müssen.
Dieses Konzept brachte es nicht über das Stadium des Gedankenspiels hinaus, da die USA 1997 die Chemiewaffenkonvention ratifizierten. Die Akten über die Sex Bomb sind vom Sunshine Project (einer regierungskritischen Organisation in den USA) veröffentlicht worden, nachdem sie durch den Freedom of Information Act als nicht mehr geheim eingestuft worden waren.
Edward Hammon, ein Sprecher der regierungskritischen Gruppe, sagte, er habe viele unsinnige Ideen für neue Waffen in diesen Akten gefunden. Ein anderes Konzept sollte zum Beispiel den Mund- oder Körpergeruch der Soldaten unerträglich werden lassen oder ihren Geruch so verändern, dass sie von Insekten angegriffen würden.
Weiterhin soll es keine weitere Forschung in dieser Richtung geben. Die Sex Bomb ist also nicht mehr als ein Kuriosum der Waffenforschung.
Das homosexuelle Pornolabel Dark Alley Media hat sich des Stoffs in dem Film Gay Bomb angenommen. Des Weiteren wurde die Studie im Jahre 2007 mit dem Ig-Nobelpreis für Frieden bedacht, wobei der Preis nicht abgeholt wurde.